# Raphitoma leufroyi
Raphitoma leufroyi is een slakkensoort uit de familie van de Raphitomidae. De wetenschappelijke naam van de soort is voor het eerst geldig gepubliceerd in 1827 door Michaud.